# Andrew Marvell
Andrew Marvell (Winestead-in-Holderness, Yorkshire, 31 de març de 1621 – Londres, 16 d'agost de 1678) fou un poeta i polític anglès membre de la Cambra dels Comuns de manera intermitent entre 1659 i 1678. Com a poeta metafísic, sovint se l'associa a John Donne i a George Herbert. Altrament, va ésser condeixeble i amic del poeta John Milton. Quant a la seva obra poètica, excel·leixen sobretot To His Coy Mistress (A la seva càndida amant), The Garden (El jardí), An Horatian Ode upon Cromwell's Return from Ireland (Oda Horaciana sobre la tornada de Cromwell d'Irlanda), The Mower's Song (La cançó del segador) i Upon Appleton House (Sobre la casa Appleton).

## Biografia

### Infantesa i joventut
Andrew Marvell era fill del reverend Andrew Marvell i la seva esposa Anne. Quan Marvell tenia tres anys la família es traslladà a Kingston upon Hull, on el pare de Marvell s'ocupà com a docent al Holy Trinity Church, mentre que Marvell rebé educació al Hull Grammar School. Un centre escolar de la ciutat du el seu nom. Als 13 anys, Marvell ingressà al Trinity College de Cambridge, on va rebre el grau en BA (Bachelor of Arts). Subsegüentment, del 1642 ençà, el poeta realitzà un seguit de viatges per l'Europa continental. Així mateix, sembla que també s'ocupà com a instructor d'un aristòcrata, aspecte que, tanmateix, no és del tot segur. Durant la successió de la Guerra Civil Anglesa, Marvell restà al continent fins al 1647. Hom desconeix amb certesa quins paratges europeus va visitar en el decurs dels viatges esmentats: només s'ha assegurat la seva presència a Roma l'any 1645. Més endavant, Milton al·ludiria a la magestria lingüística de Marvell, que havia après de manera certament satisfactòria el francès, l'italià i el castellà.

### Primeres poesies i estança a Nun Appleton
Els primers poemes de Marvell, escrits en llatí i grec i publicats quan encara estudiava a Cambridge, planyien la repercussió de les plagues i congratulaven el naixement d'un hereu per al rei Carles I i la reina Henrietta Maria. De resultes, el vistiplau per part de les autoritats que assumiren el regnat posteriorment a l'execució del rei Carles (celebrada el 30 de gener de 1649), arribà força tard. La seva Horatian Ode, poema polític que data dels albors de la dècada següent, palesa aflicció envers el regicidi, tot i que també anhela el retorn d'Oliver Cromwell (que restava a Irlanda).
Vers el 1650-52, Marvell treballà com a tutor de la filla del Lord General Thomas Fairfax (Thomas, val a dir, havia derogat una temptativa de l'Exèrcit Parlamentari cap a Cromwell). Al llarg d'aquest període, va residir a Nun Appleton House, vora York, i remprengué el conreu de la poesia. Un poema, Upon Appleton House, To My Lord Fairfax, inclou una descripció de l'estat, entesa com a mètode d'anàlisi de la situació del General Thomas i del mateix Marvell en un context de discòrdia i de fluctuacions polítiques. De ben segur, el poema més reconegut dels que va compondre durant aquest lapse fou To His Coy Mistress.

### Guerra anglogermànica i feina com a professor de llatí
En el decurs del període en què les discrepàncies incipients van condicionar l'esclat de la Guerra anglogermànica de 1653, Marvell va compondre Character of Holland, obra de caràcter satíric on hom observa el tòpic recurrent de l'alemany "borratxo i profà": "This indigested vomit of the Sea,/ Fell to the Dutch by Just Propriety". (Aquest vòmit indigest que ve del mar / ungí l'alemany amb justa propietat)
El poeta esdevingué tutor de William Dutton (guàrdia de Cromwell) l'any 1653; d'aleshores ençà, va viure amb el seu alumne a la casa de John Oxenbridge, a Eton (Berkshire). Oxenbridge havia realitzat dos viatges a les illes Bermudes; hom creu que aquest fet va instigar Marvell d'escriure el seu poema Bermudas. Així mateix, també va compondre nombrosos poemes tot elogiant Cromwell, qui havia reeixit com a Lord Protector of England. El 1656, Marvell i Dutton viatjaren a França amb l'afany de visitar l'Acadèmia Protestant de Saumur.
L'any 1657, el poeta s'uní a Milton (que ja havia perdut la totalitat de la seva capacitat visual) al servei com a secretari de llatí del Consell d'Estat de Cromwell: el salari assignat fou de £200 anuals, quelcom que significà una assegurança econòmica força rellevant. Oliver Cromwell va morir el 1658. Va ser substituït en el càrrec de Lord Protector pel seu fill Richard. L'any següent, Marvell va ésser elegit membre del Parlament per Kingston-upon-Hull. Va rebre la suma de 6 xílings i 8 penics diaris en ocasió de les seves participacions en el parlament, un suport econòmic provinent de les contribucions del seu districte electoral. El 1660, fou reelegit com a representant parlamentari.

### Després de la restauració: darrers anys i mort
Carles II instaurà novament la monarquia el 1660. Marvell va evitar qualsevol mena de càstig arran de la seva cooperació amb el bàndol republicà; d'altra banda, tractà, amb èxit, de dissuadir Carles II de consumar l'execució de John Milton, autor d'escris contaris a la monarquia i partícip d'accions revolucionàries.
Sent reeligit com a parlamentari, el poeta s'esmerçà en la redacció de composicions amb un contingut satíric àdhuc corrossiu sobre la corrupció política. Si bé aquests versos arribaren a circular en forma de manuscrit (car alguns trobaren editors anònims que es van fer càrrec de llur impressió), el seu contingut polític suposà un perill prou evident perquè Marvell n'ocultés l'autoria. En el poema satíric més extens, Last Instructions to a Painter, compost el 1667, Marvell al·legà a la corrupció política que havia contribuït al fracàs del bàndol anglès a la Segona guerra anglogermànica. El poema, de fet, no fou publicat fins que s'esdevingué la Revolució de 1688-9: Marvell ens hi presenta un pintor imaginari que s'esforça per confegir un quadre en què apareix l'Estat, mancat d'una flota adequada, comandat per homes sense intel·ligència ni coratge, amb un Consell corrupte i disgregat i oficials deshonestos.
Des del 1659 fins a la seva mort l'any 1678, Marvell serví a Londres com a agent del gremi de la Hull Trinity House. Freqüentà el continent dues vegades; una per dirigir-se a la República alemanya, l'altra per anar a raure a Rússia, Suècia, i Dinamarca.
El 16 d'agost de 1678, Andrew Marvell va morir als 57 anys a Londres com a conseqüència d'unes febres tercianes (l'actuació del metge, es creu, va ser negligent). El seu cos va rebre sepultura a l'església de Saint Giles in the Fields, a Holborn

## La poesia de Marvell
La poesia de Marvell, tal vegada injustament considerada, amalgama, a grans trets, els aspectes més significatius de la tradició metafísica i una elegància de ressons fortament clàssics. La publiació pòstuma de la seva obra poètica l'any 1681 constituí, de fet, un esdeveniment prou notable: a les darreries del segle xvii, els models lírics que Marvell proposava havien reeixit força obsolets. El gust convencional i corporatiu preferia quelcom de divergent; Marvell, irremisiblement induït, s'esmerçà per a adaptar-s'hi. De resultes, les darreres obres del poeta traspuen un tombant satíric que esdevé predominant; tanmateix, aquest contingut d'afany volgudament burlesc és ben palès en la seva poesia antecedent, tot i que la incidència i la rellevància que hi adquireix és bastant més secundària i testimonial. D'aquesta manera, els darrers poemes confegits per Marvell, tal com assenyala David Daiches, "demostren una excel·lència força més limitada que la que apreciem en les seves millors obres". Els poemes de Marvell més reconeguts i elogiats, segons el criteri del mateix Daiches, "són aquells on una excel·lència ben resolta se subordina a l'harmoniosa textura de seu vers, tot resultant-ne una poesia contemplativa i colpidora ensems". En les poesies més genuïnes de l'autor denotem "una observació precisa i exquisida de la naturalesa, una dimensió ètica i una confluència enginyosa de gravetat i d'esplai".
En llur conjunt, val a dir, les poesies d'Andrew Marvell posen de manifest un cert grau d'irregularitat. El poema Upon Appleton House, per exemple, acusa un contingut discursiu excessiu compensat, això no obstant, mercès unes estances eminentment elaborades. I si, baldament les millors obres de Marvell no desmereixen una consideració destacable, les poesies posteriors, tal com hem esmentat, pretenen l'assimilació d'uns cànons aliens a l'originalitat dels seus poemes més inspirats. The last instructions to a painter, a tall d'exemple, sintetitza representativament aquest designi d'emulació que atén justificacions tributàries de les fluctuacions sofertes pel les dileccions estètiques del públic coetani.